# Nijnsel
Nijnsel (Oost-Brabants dialect: Nènzel) is een dorp in de provincie Noord-Brabant, gelegen in de Meierij van 's-Hertogenbosch. Nijnsel is een kerkdorp van de gemeente Meierijstad. Op 1 januari 2023 telde Nijnsel 2.490 inwoners, op een oppervlakte van 19,28 km². Onder het dorp Nijnsel vallen ook de buurtschappen Mosbulten (grotendeels), Schoor (deels), Vressel, Weieven, Wolfswinkel (deels), Zandhoef en Zwijnsbergen. 

## Etymologie
Nijnsel betekent: 'Nieuwe woonplaats'. De naam van de nabijgelegen buurtschap Vressel betekent: 'Oude woonplaats'. "Sel" is een verbastering van "sale", wat de grote woonstede van de edele in het gebied was in de vroege middeleeuwen.

## Geschiedenis
De buurtschappen Nijnsel en Vressel, die aan weerszijden van de Dommel liggen, kenden al bewoning in de prehistorie. Zo zijn er archeologische overblijfselen van de klokbekercultuur gevonden en ook uit de Romeinse tijd werden sporen aangetroffen. Er zijn tal van archeologische monumenten, waarin zich ook overblijfselen uit het mesolithicum bevinden.
Nijnsel is ontstaan als een nederzetting rond een kapel die gewijd was aan Sint-Antonius-Abt en reeds in de 15e eeuw werd vermeld. De buurtschap behoorde vanouds tot de oude vrijheid van Sint-Oedenrode en was evenals het nabijgelegen Vressel een herdgang, wat betekende dat de belasting door één persoon werd geïnd. Na de Vrede van Münster in 1648 werd de kapel gesloten. De katholieken gebruikten voortaan een schuurkerk in Sint-Oedenrode, terwijl de leegstaande kapel sedert 1731 werd gebruikt als een protestante school, nadat de buurtschappen Nijnsel en Vressel in 1728 een verzoekschrift hadden gestuurd naar de Raad van State in Den Haag om een eigen school te mogen oprichten. In 1892 werd de kapel gesloopt.
Tot de buurtschap Nijnsel behoren ook de mogelijke resten van Slot Ten Houte, dat gesticht is in de 12e eeuw en afgebroken is in de 19e eeuw. Deze zijn gelegen nabij de Houtsestraat.
Nijnsel bleef tot in de twintigste eeuw een klein bebouwingslint aan de oude verbindingsweg tussen Sint-Oedenrode en Lieshout. Later werd de ontwikkeling van het dorp verder bepaald door de bouw van enerzijds de katholieke kerk, die in 1911 werd ingewijd en waaromheen een kern ontstond, en anderzijds door de ligging ten opzichte van de Veghelseweg-Sonseweg. De grootste verandering tijdens de laatste decennia is de komst van een nieuwe wijk in de jaren 60- '80 en een eigen bedrijventerrein in 1970. Op dit industrieterrein werden aanvankelijk alleen kleinschalige en 'schone' bedrijven toegelaten.
Nijnsel was berucht door de rijksweg N265 die jarenlang het dorp in tweeën deelde. Sinds de opening van de A50 in 2003, werd het een stuk rustiger in het dorp, aangezien de A50 sindsdien door een tunnelbak het dorp passeert. De aanleg van deze snelweg ging wel gepaard met een uitdijing van het bedrijventerrein met niet altijd even fraaie bebouwing langs.
Tot 31 december 2016 was het dorp onderdeel van de gemeente Sint-Oedenrode en die gemeente ging op 1 januari 2017 op in de fusiegemeente Meierijstad.

## Bezienswaardigheden
- De Antonius van Paduakerk is een rustieke bakstenen kerk die werd ingewijd in 1911 en ontworpen is door de Eindhovense architect L.P.J. Kooken. De keuze voor Antonius van Padua als patroonheilige van de kerk is voortgekomen uit het feit dat de bouwpastoor, Johannes Panken, op de naamdag van deze heilige geboren werd. Dezelfde pastoor organiseerde een jaarlijkse bedevaart, die wel de 'Meierijsche Bedevaart' werd genoemd en waar duizenden mensen aan deelnamen. Deze bedevaart begon na 1960 weg te kwijnen en is nu verdwenen. Wel wordt elk jaar druk bezochte een openluchtmis gehouden ter ere van Antonius van Padua, waarbij gebruik wordt gemaakt van een fraaie stenen nis met baldakijn die zich achter de kerk en de begraafplaats in een klein park bevindt. Dit wordt wel de groene kathedraal genoemd. Naast de kerk staat een Heilig Hartbeeld.
- Enkele fraaie langgevelboerderijen aan de provinciale weg naar Mariahout.

Zie ook
- Lijst van gemeentelijke monumenten in Nijnsel

## Natuur en landschap
Ten oosten en ten noorden van Nijnsel ligt het Dommeldal. Aan weerszijden daarvan liggen enkele oude akkers met esdekgronden. Verder naar het westen ligt een heide-ontginning: de Rooise Heide. Ten oosten van de Dommel vinden we natuurgebieden:
- Vresselse Bos. Dit bestaat uit naaldbos op een dekzandrug en is 250 ha groot. Dit was ooit een productiebos dat aangelegd is op een stuifzanddek maar het wordt geleidelijk gevarieerder. Het bos bevat enkele belangrijke vennencomplexen, waarvan de Hazenputten het belangrijkste is. Ook vindt men er gebieden met vochtige heide. Het gebied wordt beheerd door Staatsbosbeheer. Er zijn enkele wandelroutes uitgezet in dit bos.
- Moerkuilen. Dit is een gebied van plassen die ontstaan zijn door het uitdreggen van moer, dat is laagveen bestaande uit verteerd plantenmateriaal dat na droging gebruikt kon worden als turf. Een moerasbos omzoomt deze plassen. Er zijn wandelingen uitgezet.
- Dommelbeemden. Dit afwisselende gebied is sedert 1977 aangewezen tot staatsnatuurmonument. Er zijn vochtige weilanden waar ook zeldzame planten zoals Moeraskartelblad zijn te vinden. Er is een wandelpad en ook is er een uitkijktoren gebouwd.

Deze drie natuurgebieden liggen onderling dicht bij elkaar en er liggen ook enkele oude cultuurgebieden tussen, zoals kleinschalige akkers.

## Sport in Nijnsel
- Voetbalvereniging VV Nijnsel opgericht in 1948.
- Korfbalvereniging KV Nijnsel
- Tennisvereniging T.V. Nijnsel
- Handboogschutterij Sint Antonius
- Boulesvereniging De Klutsers

## Nabijgelegen kernen
Sint-Oedenrode, Mariahout, Breugel, Son, Boskant.

## Foto's

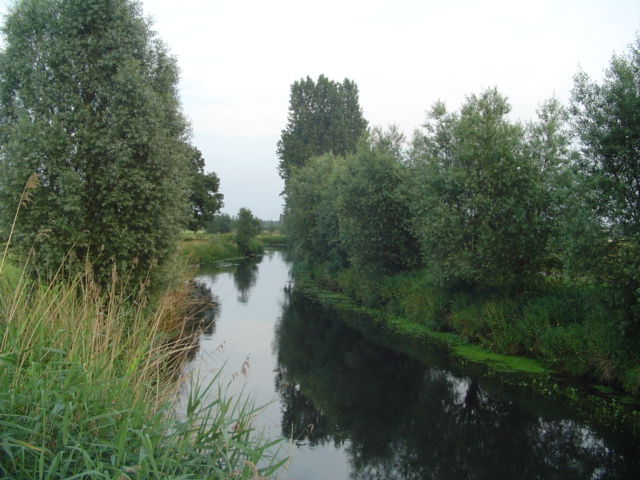
Dommeldal in Nijnsel
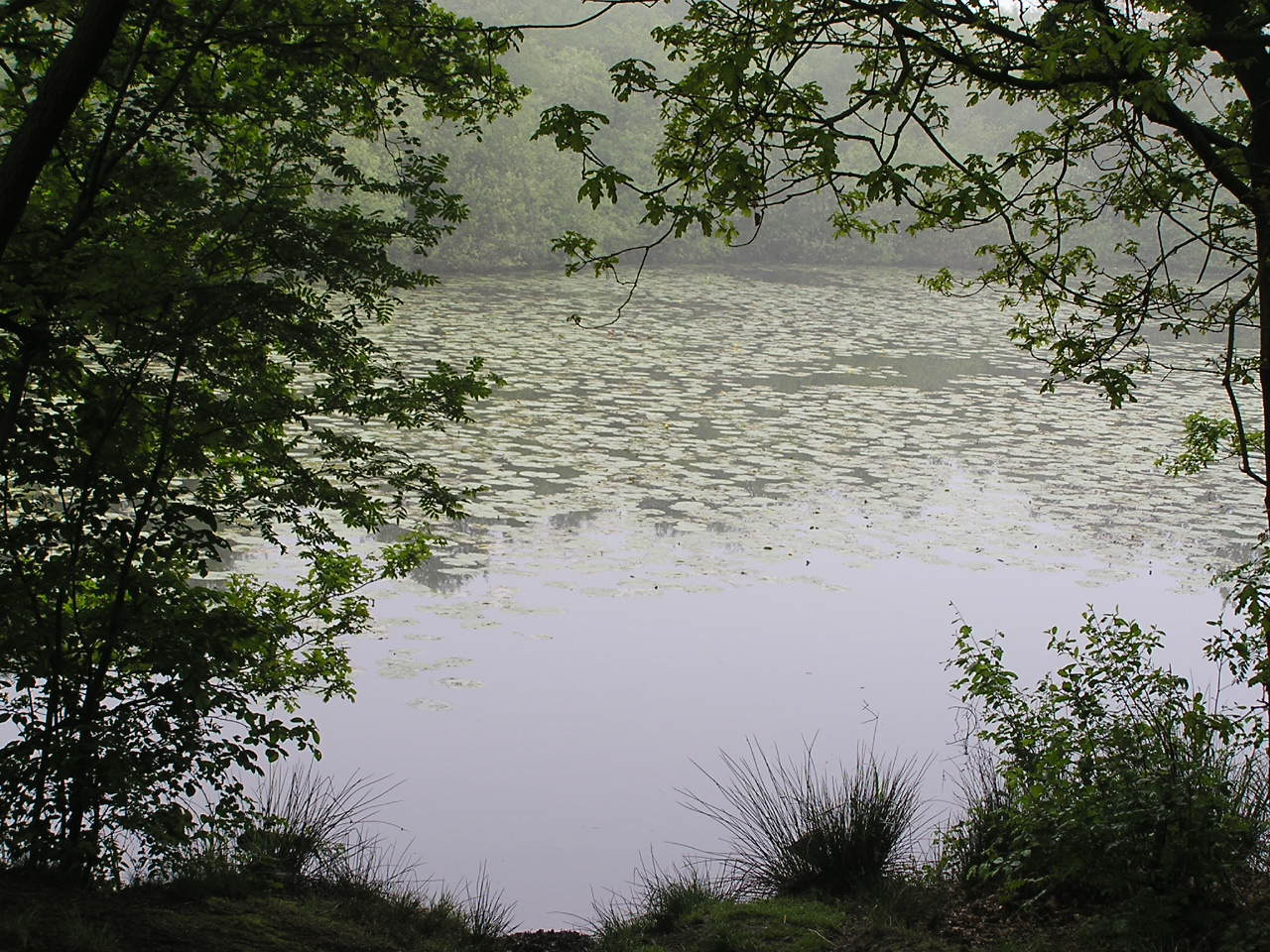
Moerkuilen
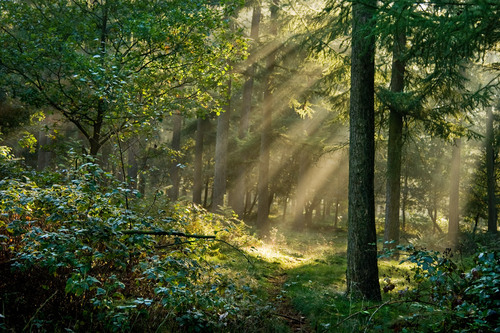
Vressels Bos
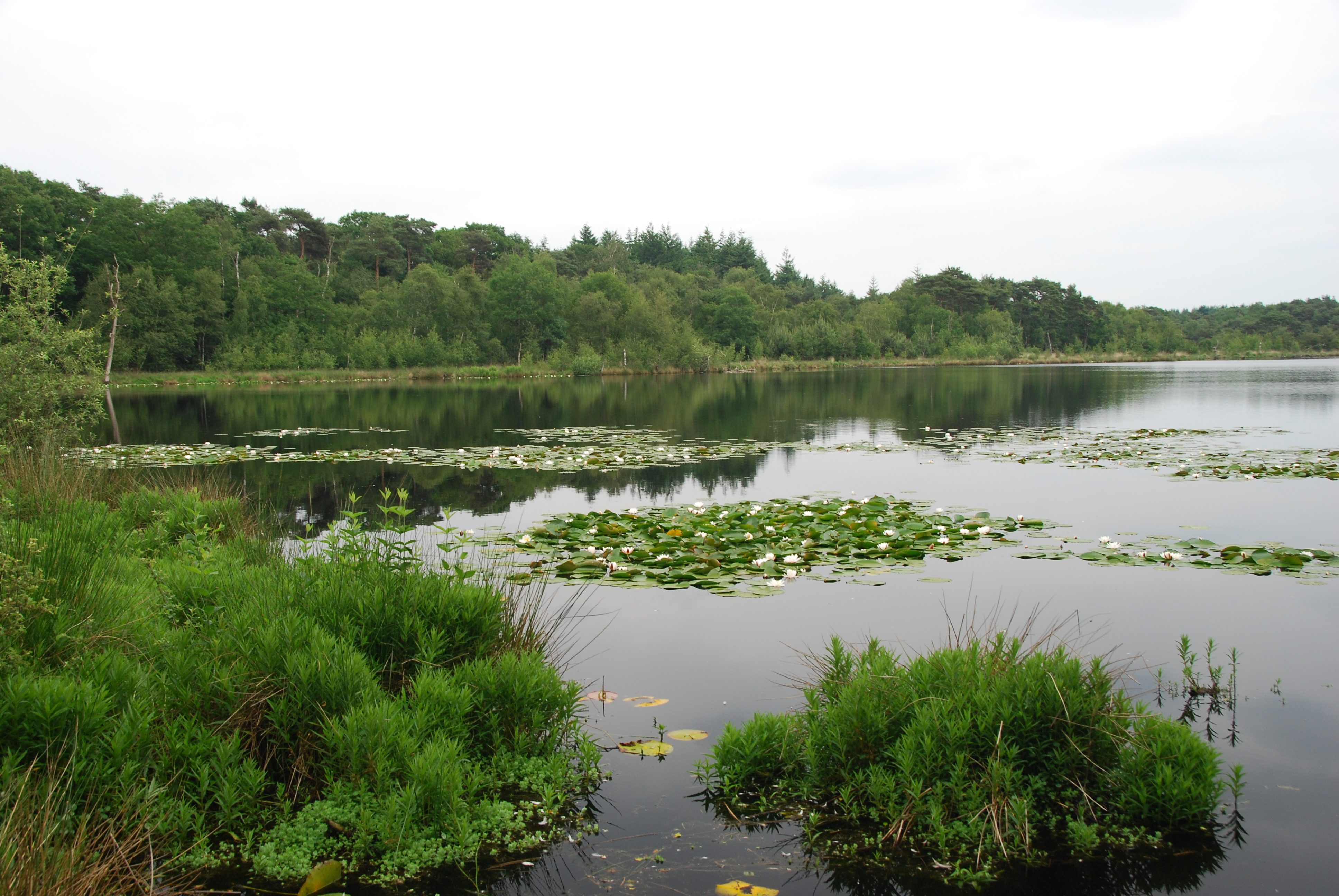
Het ven "Hazenputten" in de Vresselse Bossen in Nijnsel
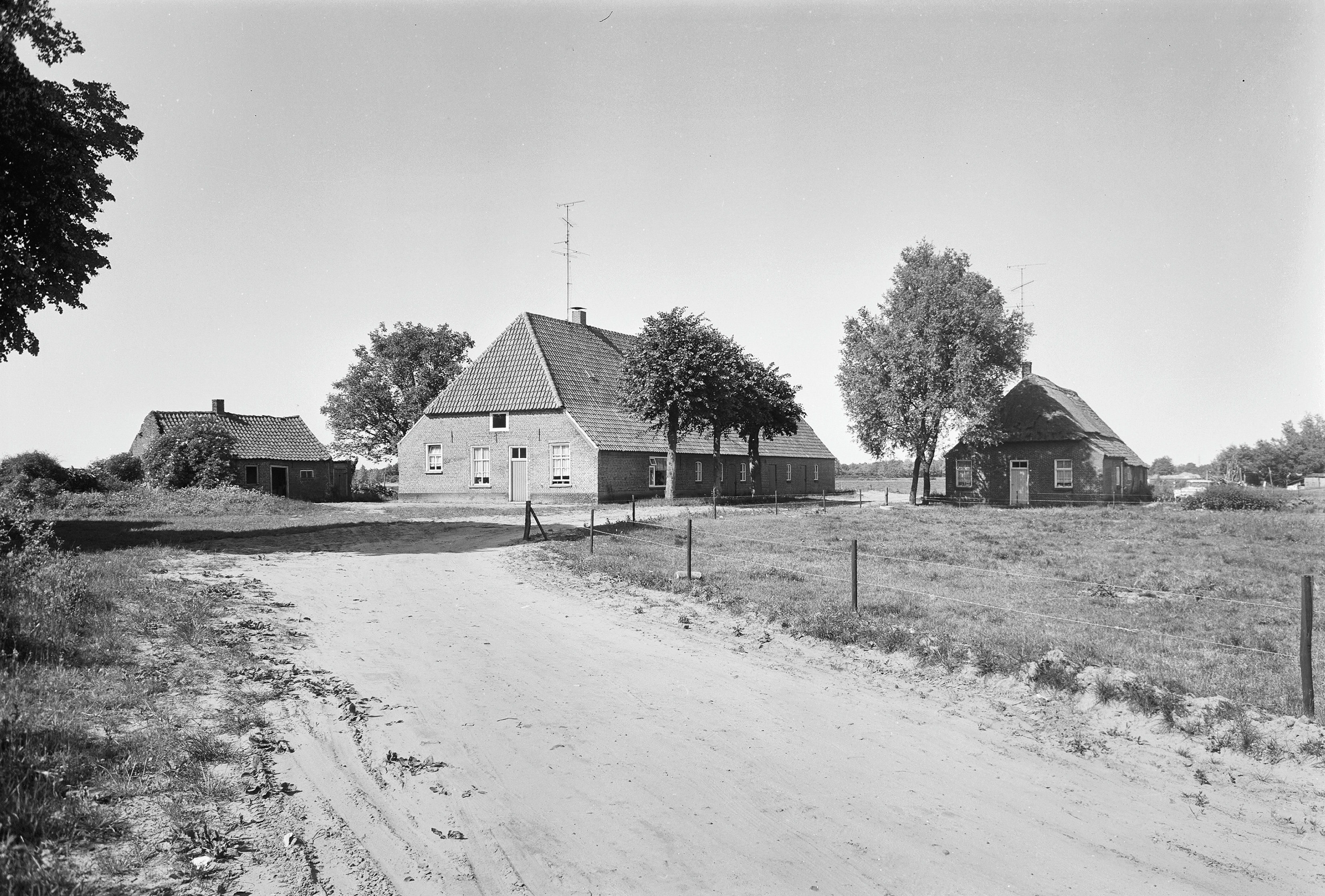
Traditionele boerderij, Nijnsel, Juni 1968
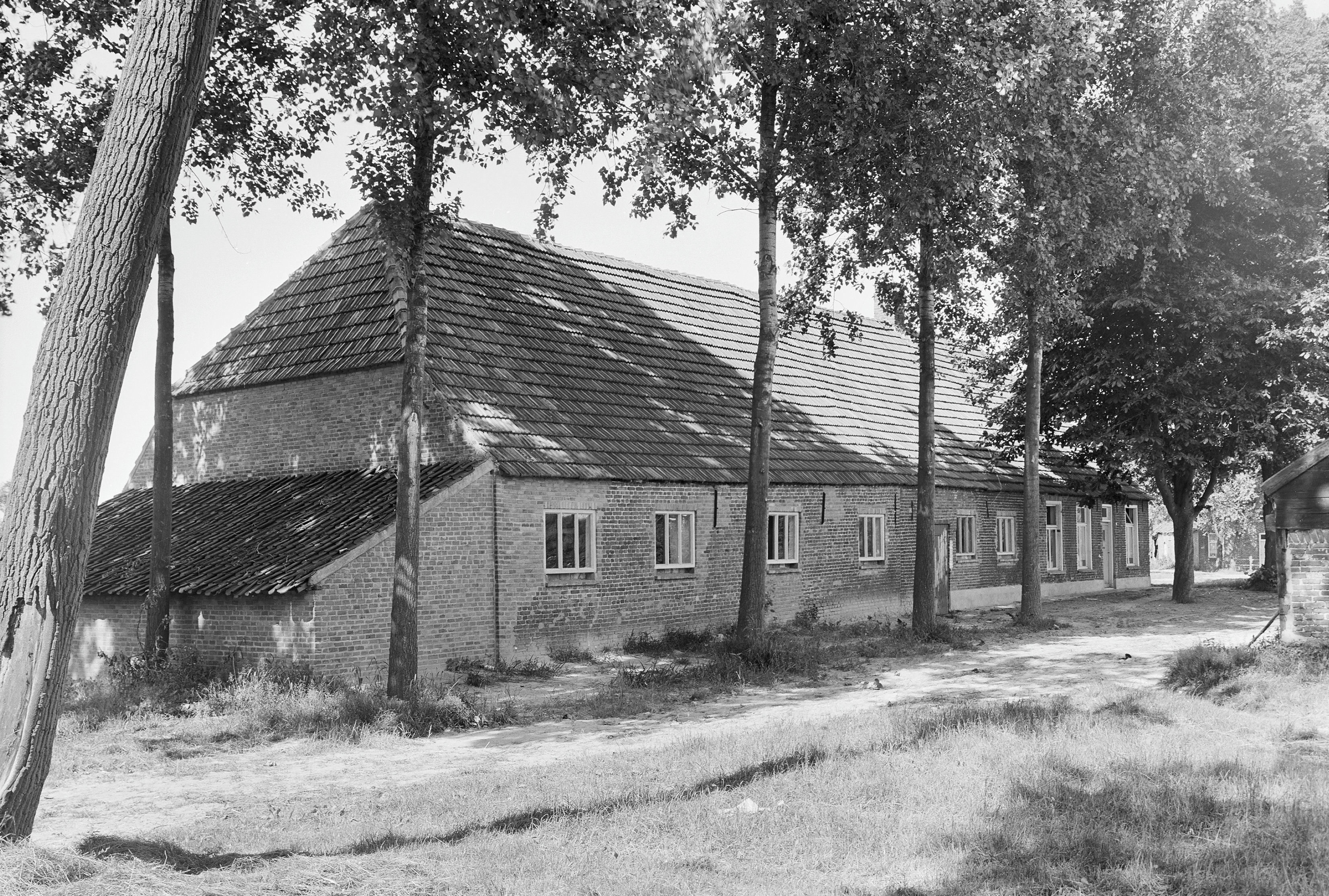
Brabantse boerderij, 1968, Nijnsel
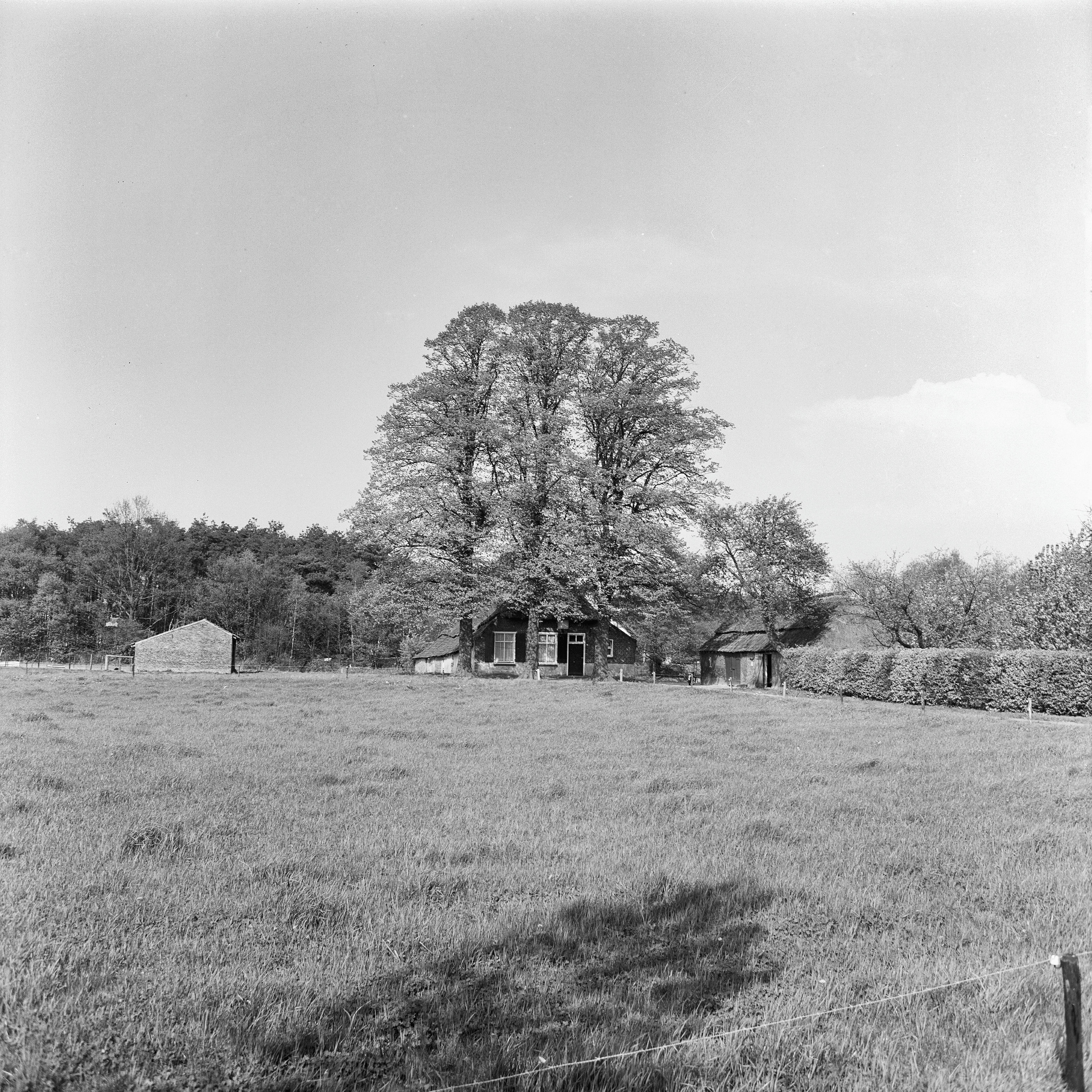
Boerderij, Vresselse weg, Mei 1970
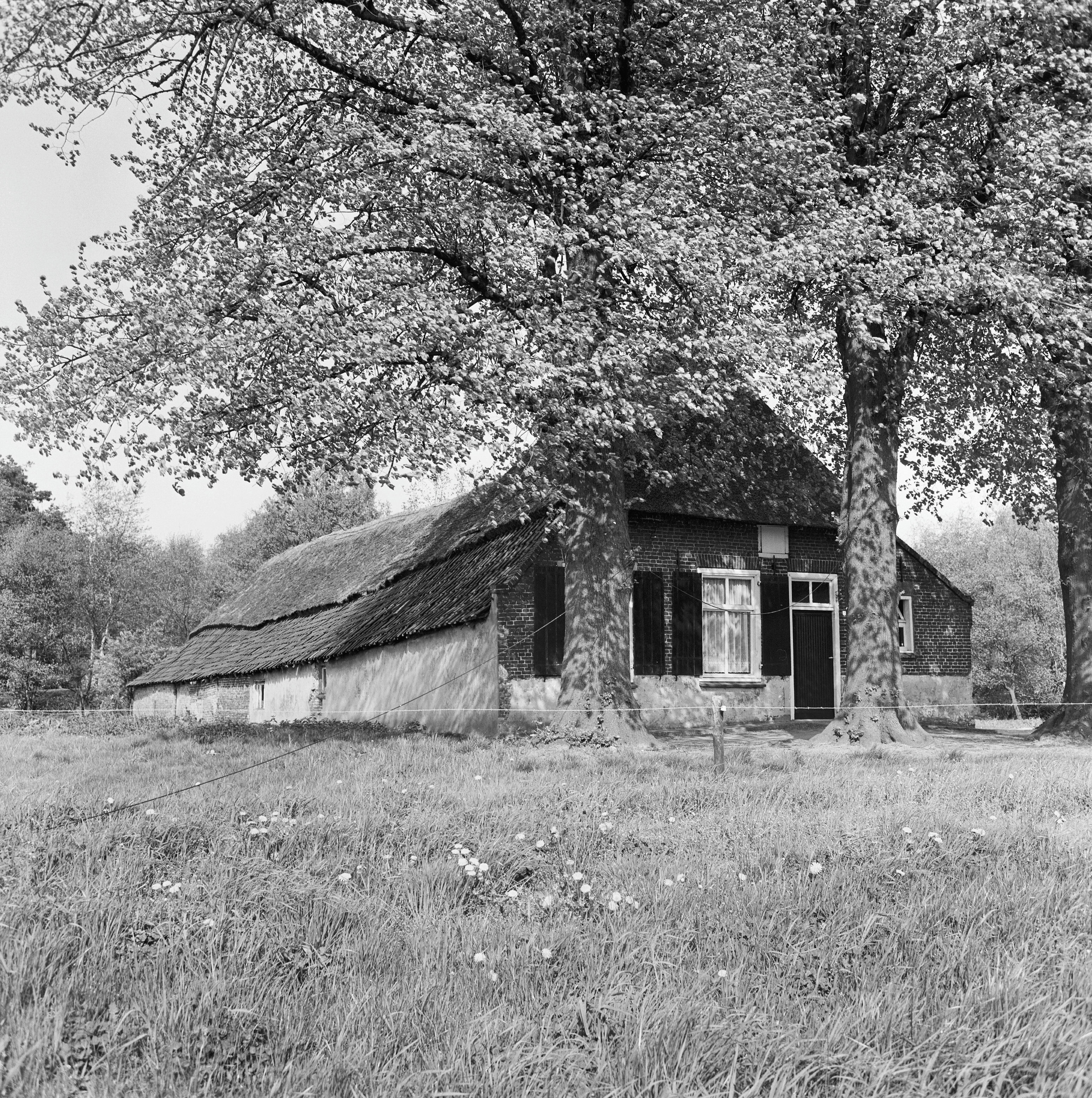
Boerderij, Vresselse weg, Mei 1970
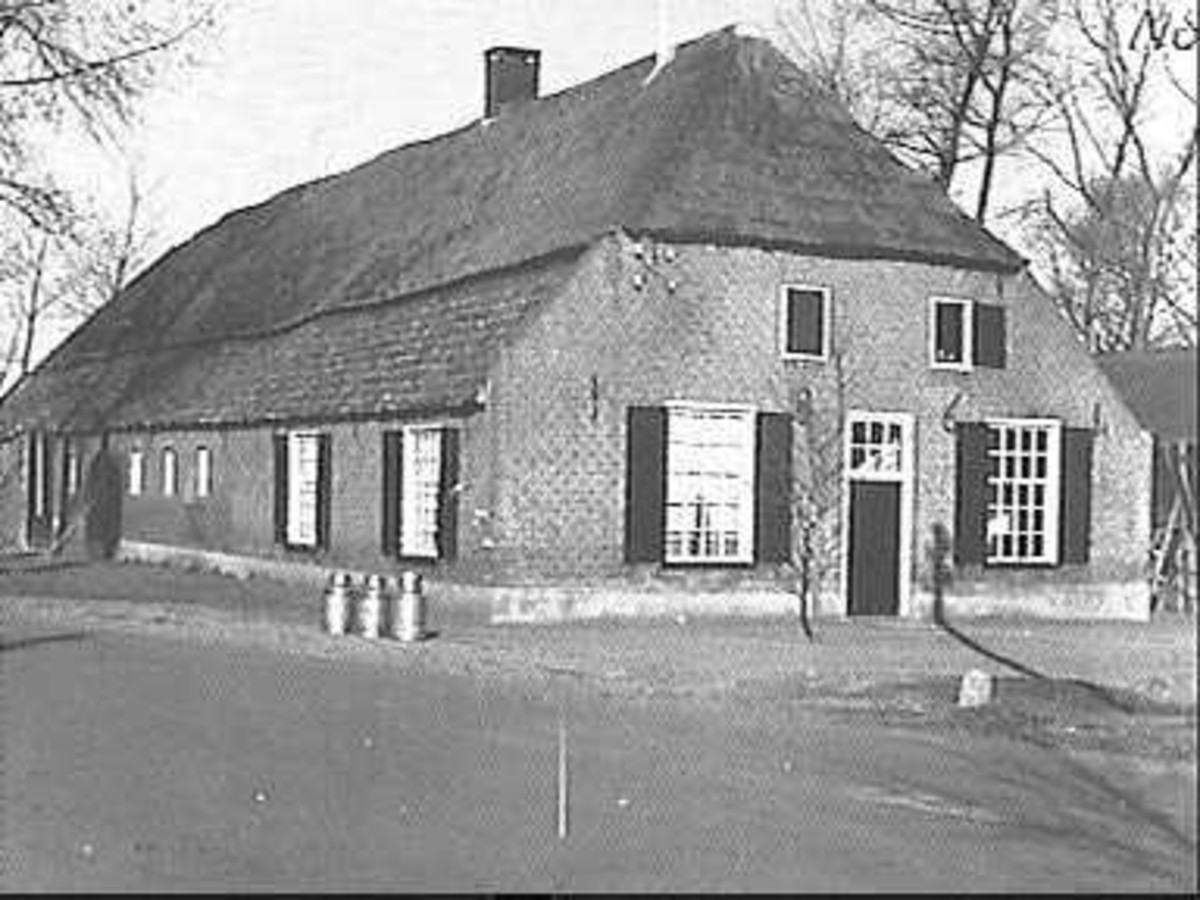
Typische Brabantse stijl boerderij, April 15, 1942, Nijnsel
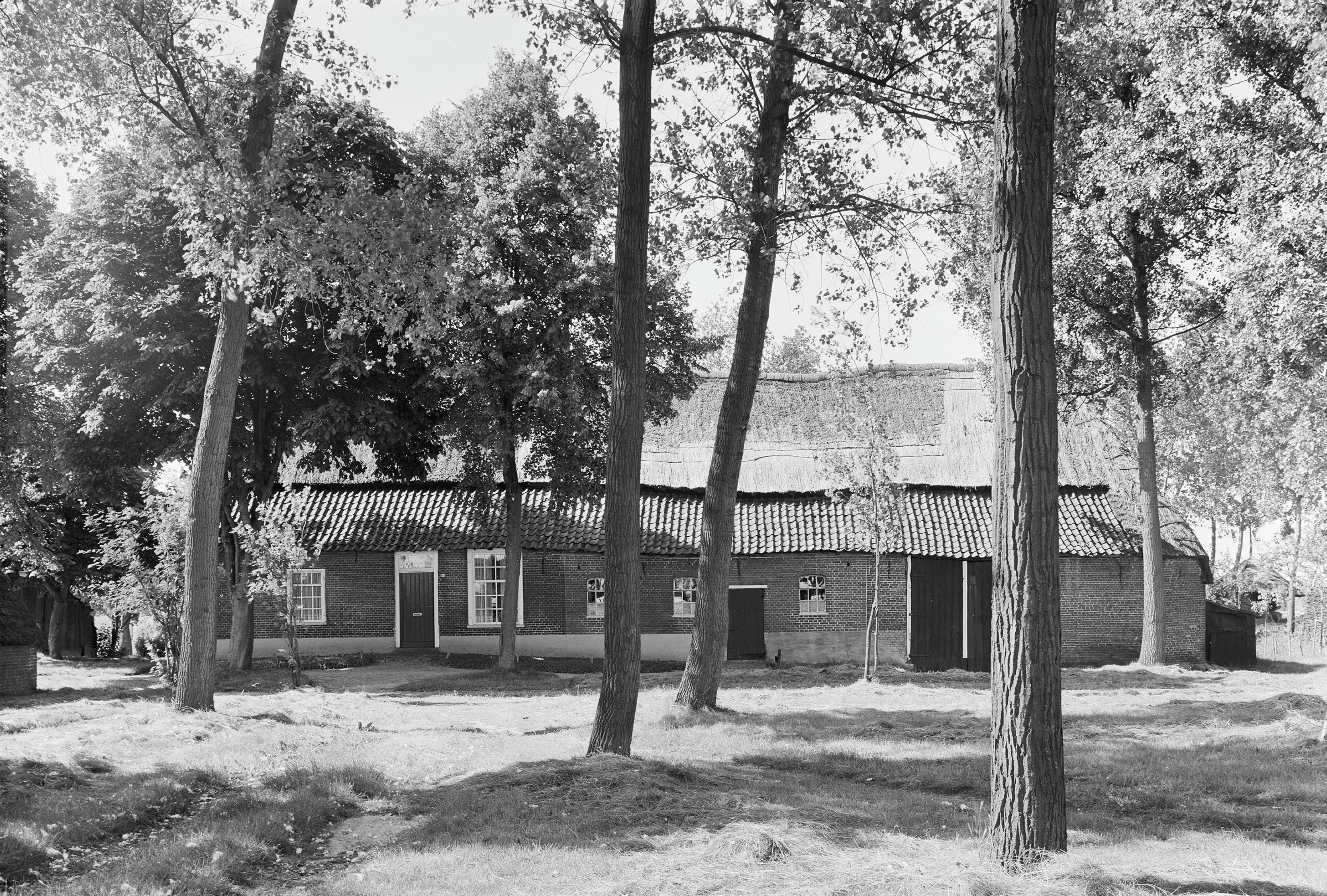
Boerderij, Lieshoutseweg, Nijnsel, 1968
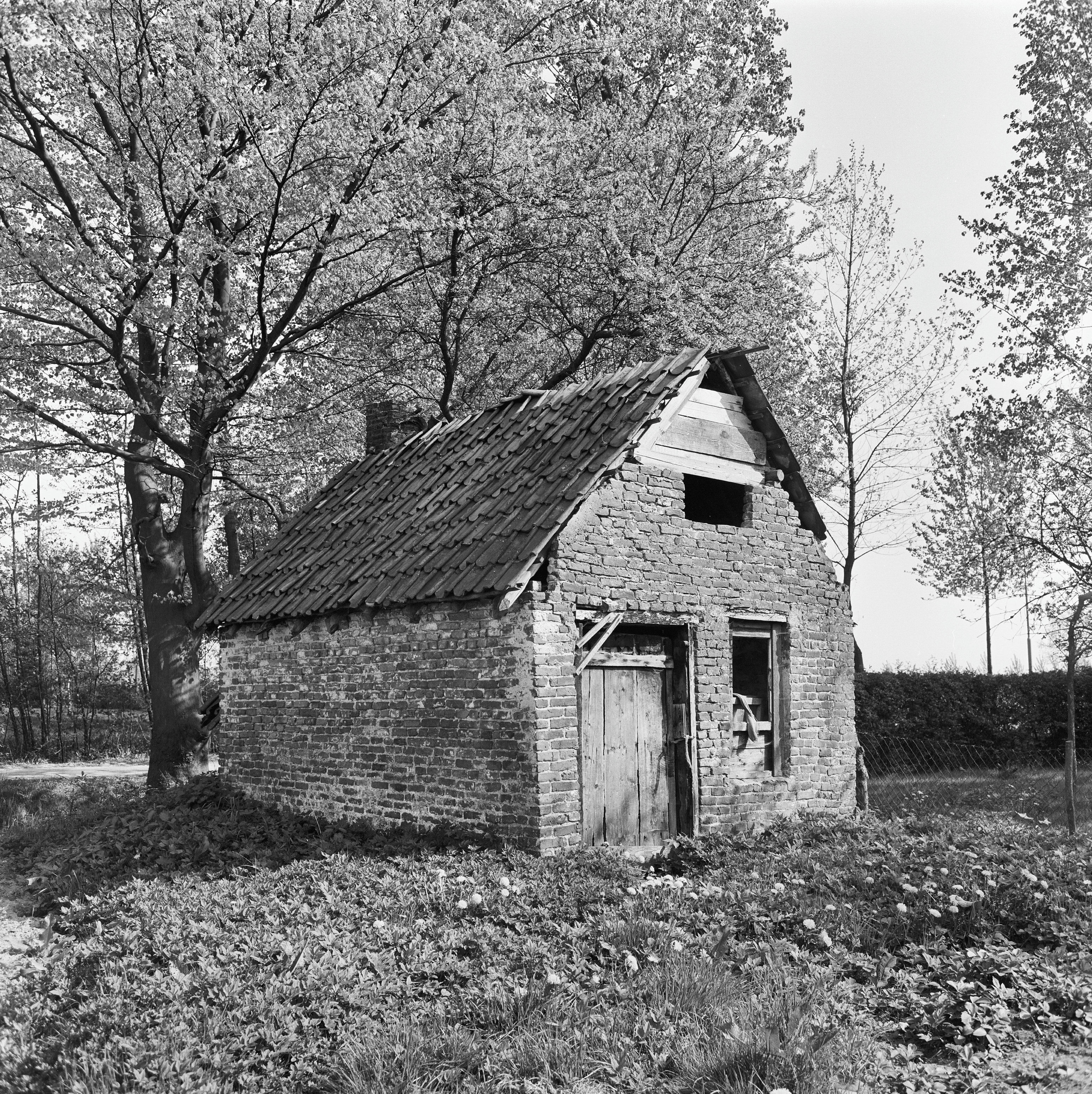
Oud bakhuis, Vresselseweg, Mei 1970
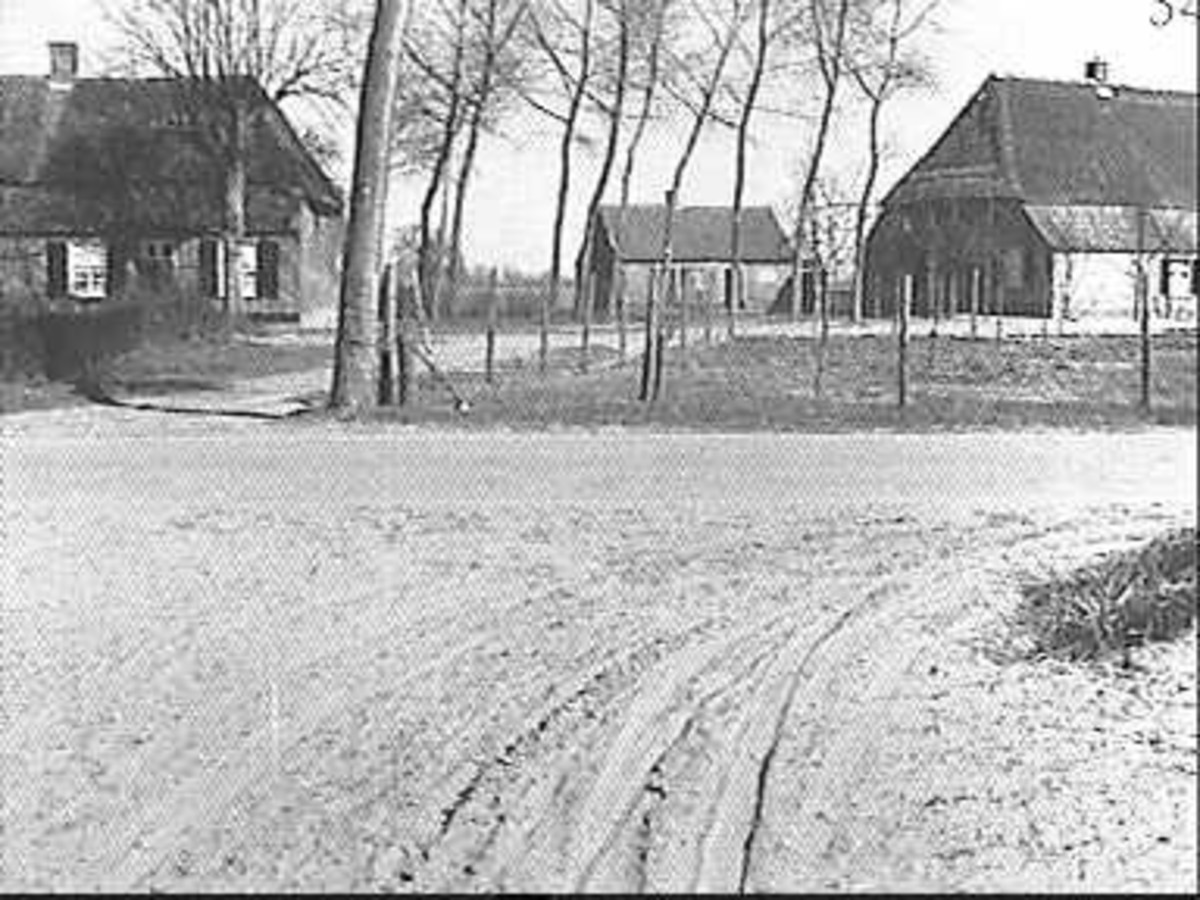
Oude Brabantse stijl boerderij, Lieshoutseweg, April 15, 1942
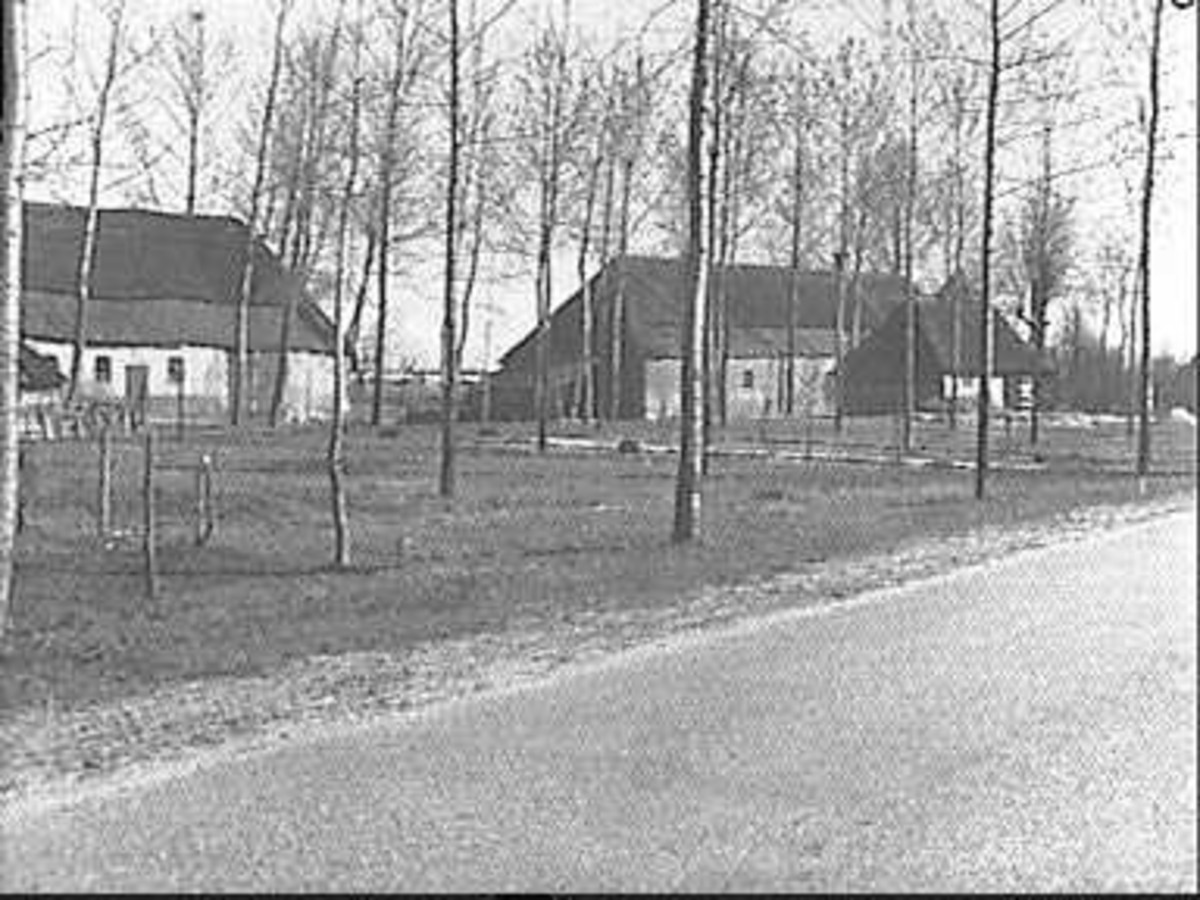
Oude Brabantse stijl boerderij, Lieshoutseweg, April 15, 1942
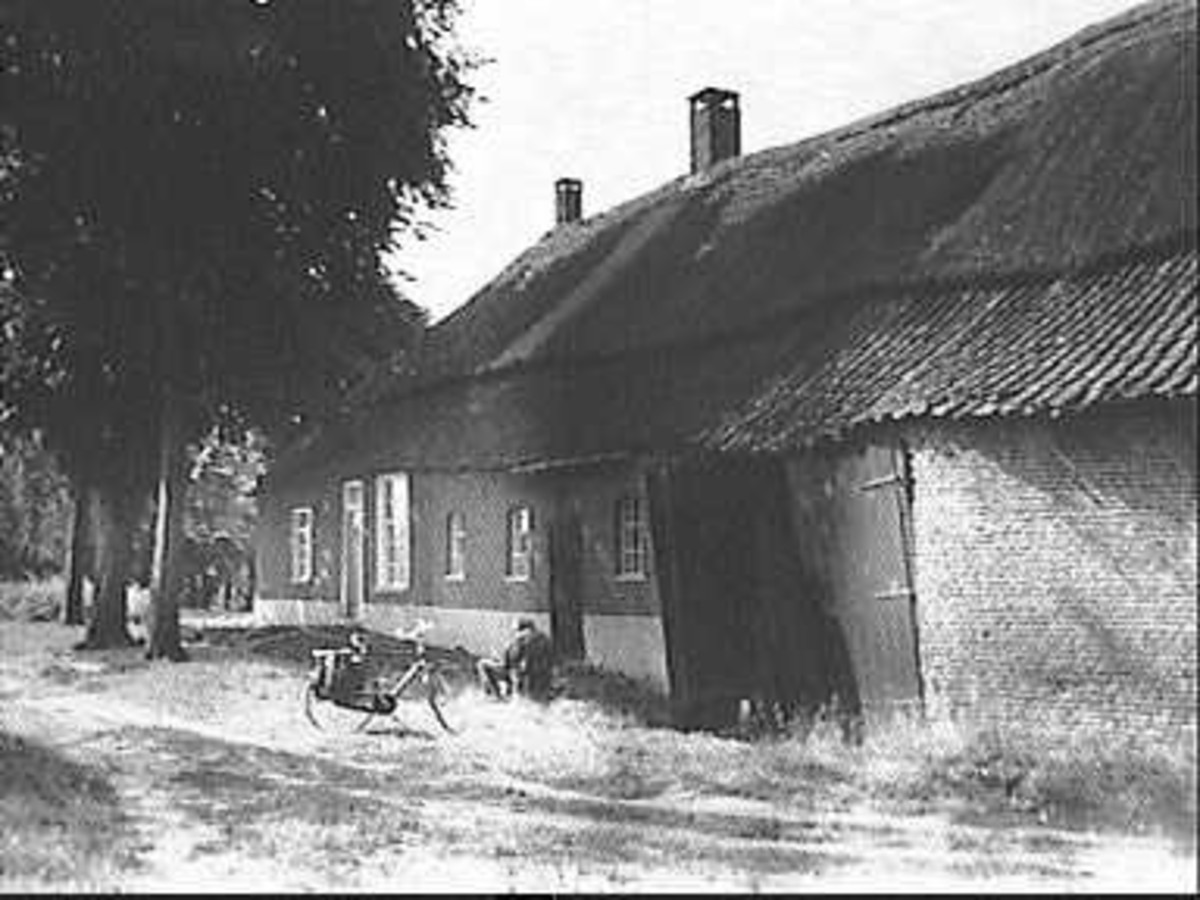
Oude Brabantse stijl boerderij, Lieshoutseweg, September 7, 1984
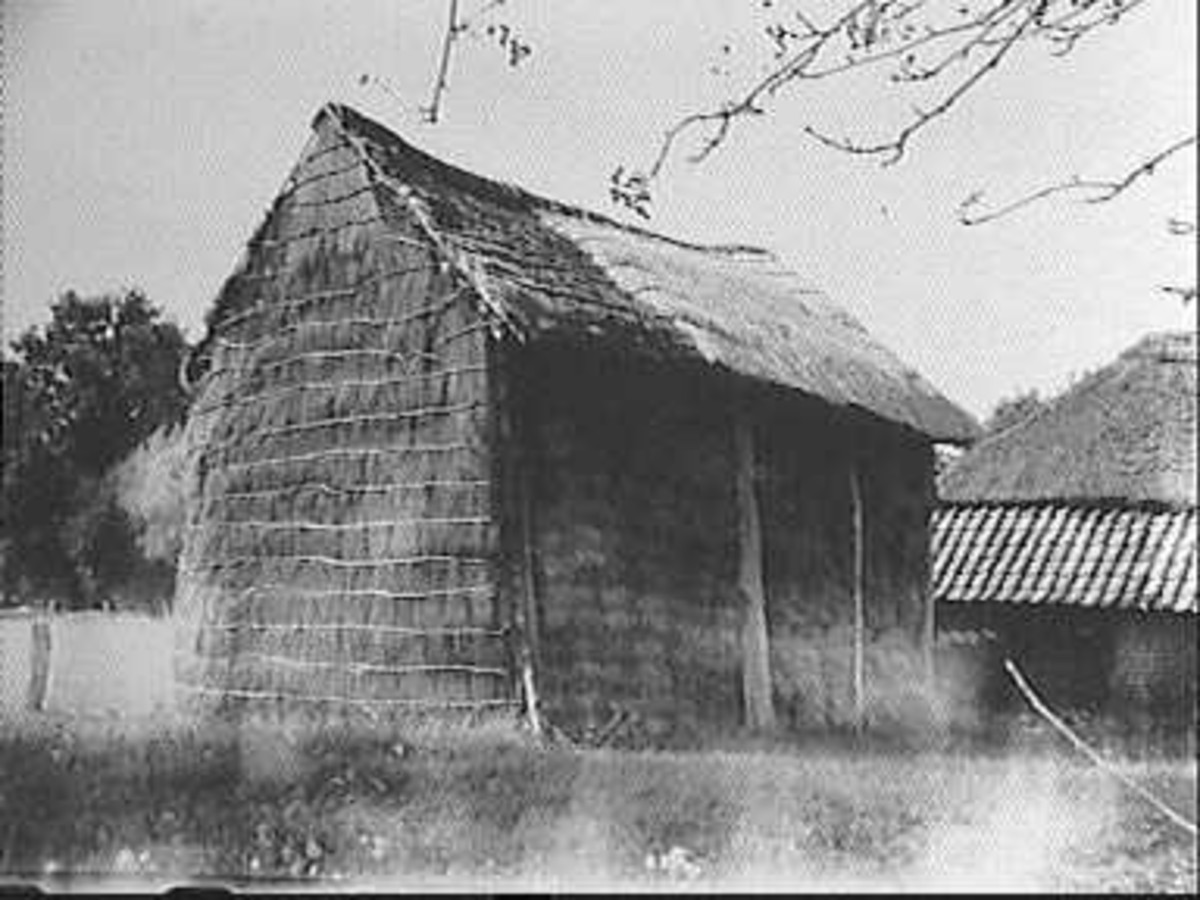
Hooischuur, Lieshoutseweg, Nijnsel, September 7, 1984
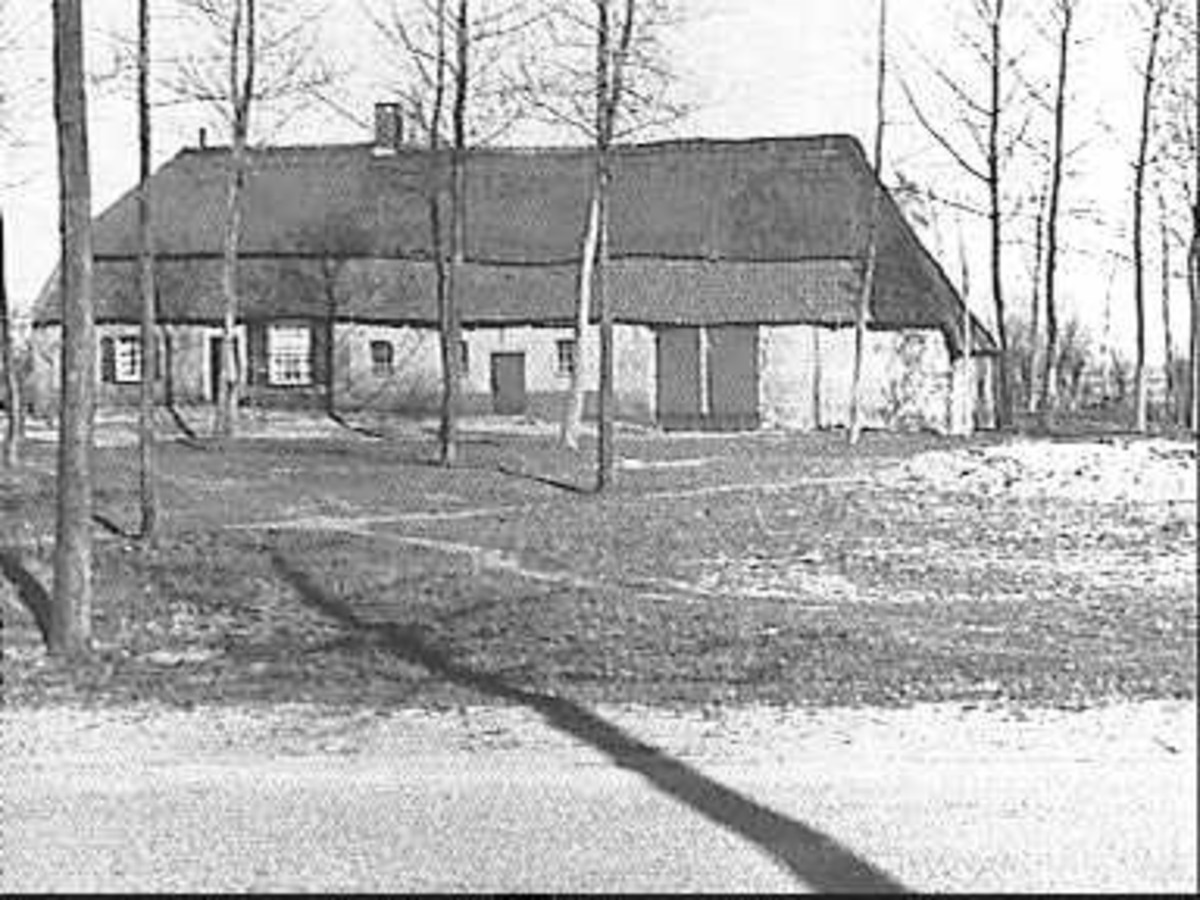
Traditionele Brabantse stijl boerderij, April 15, 1942
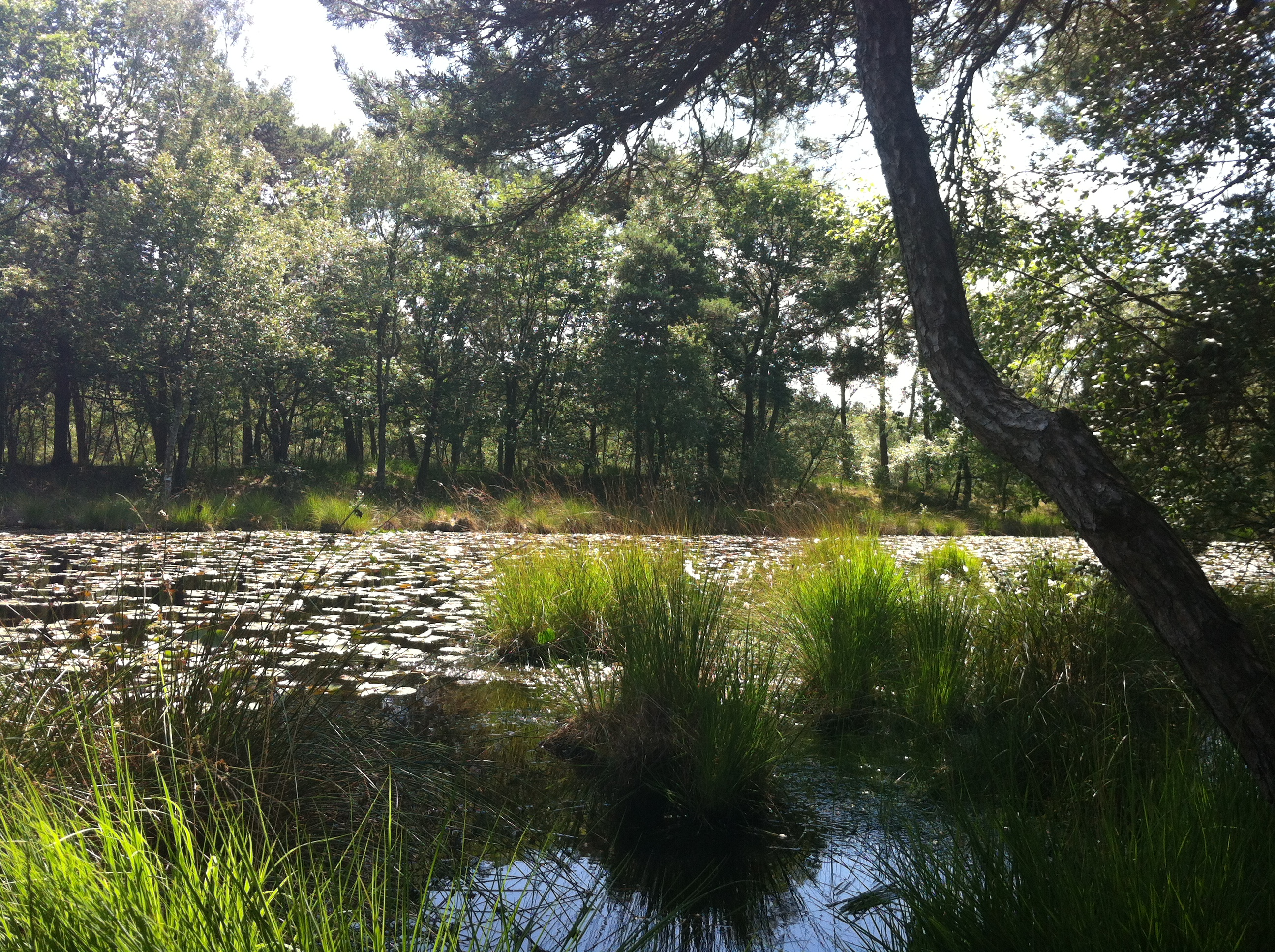
Hazenputten
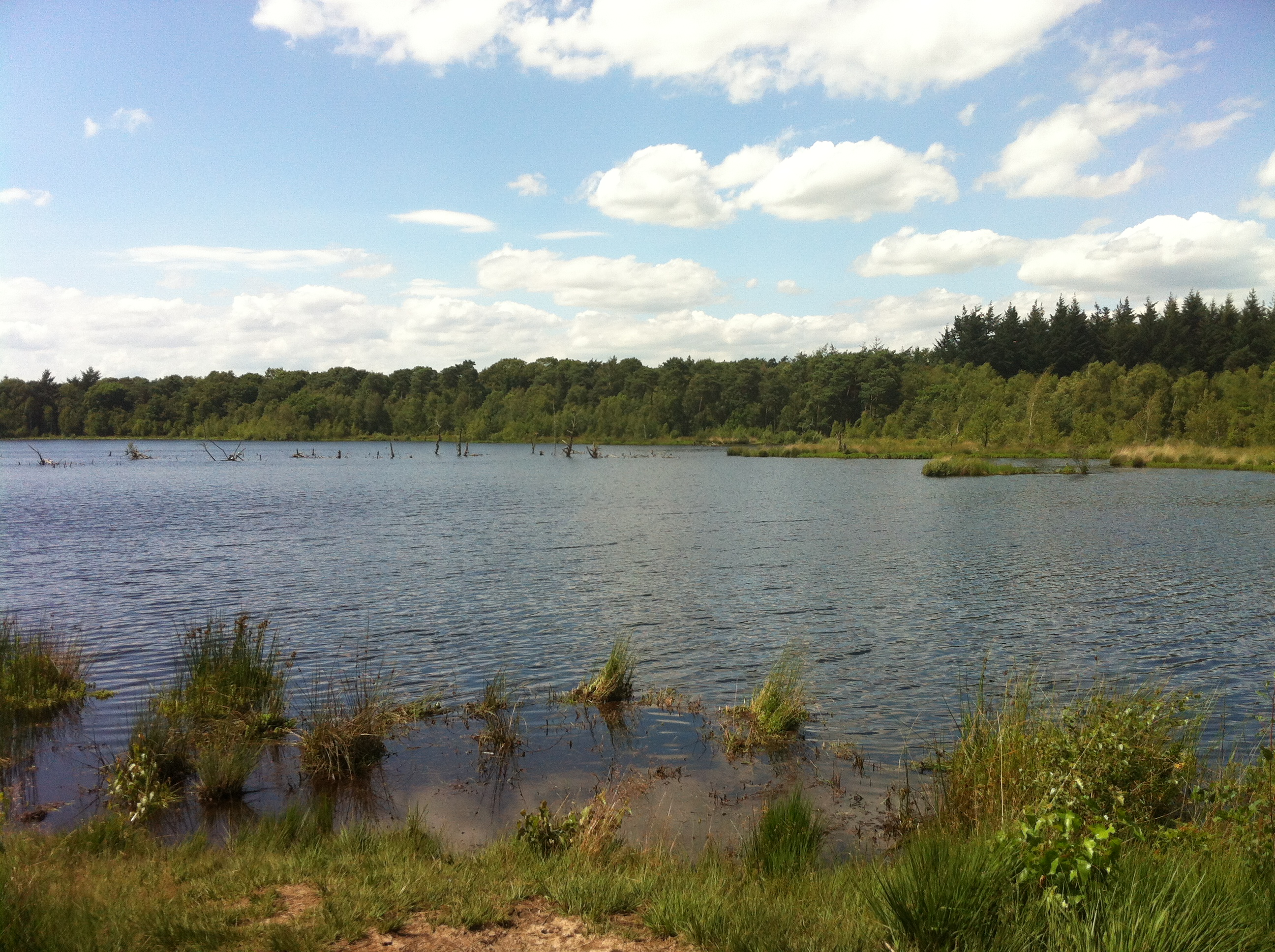
Hazenputten; ven in het Vressels Bos
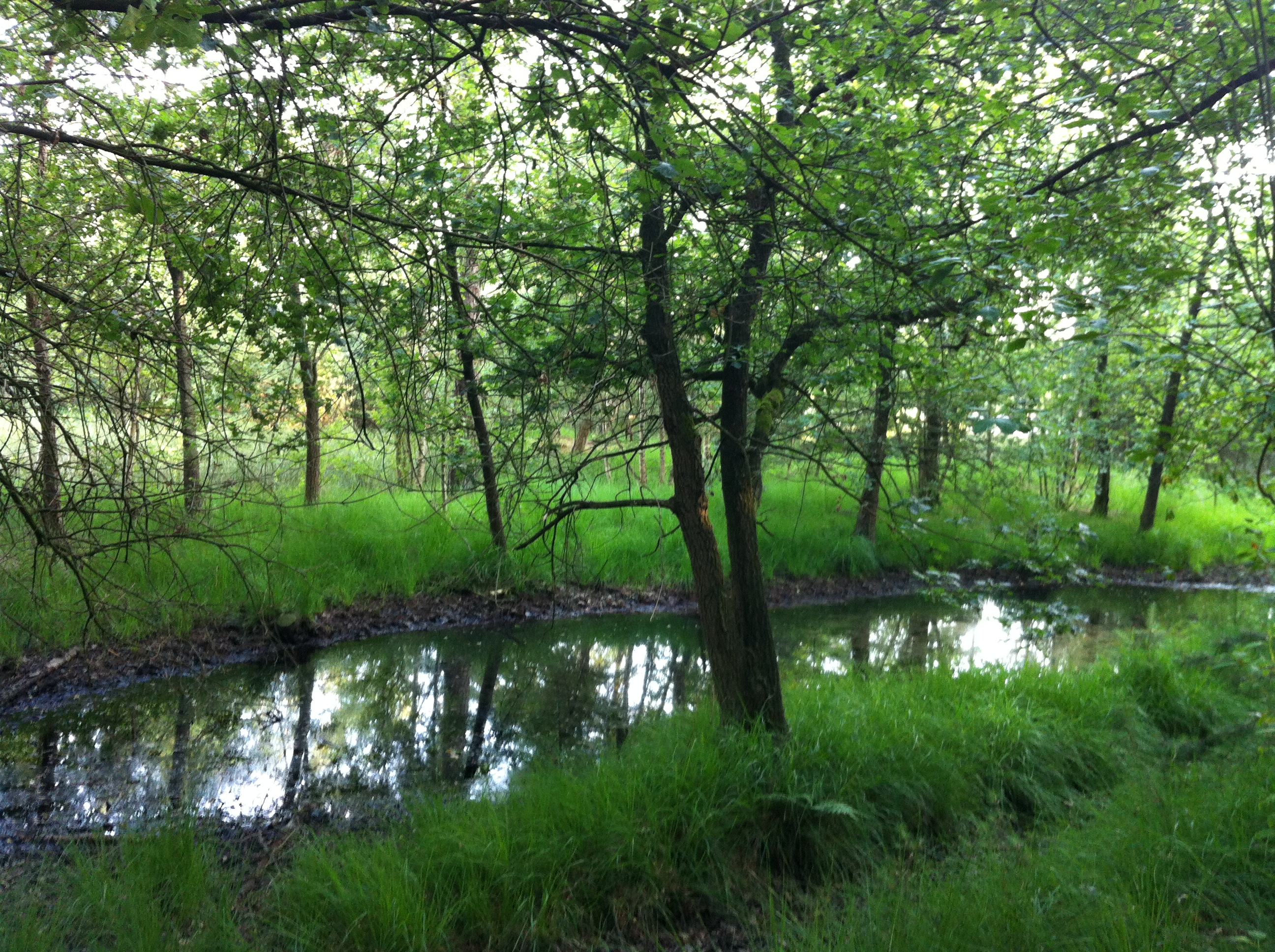
Vressels Bos
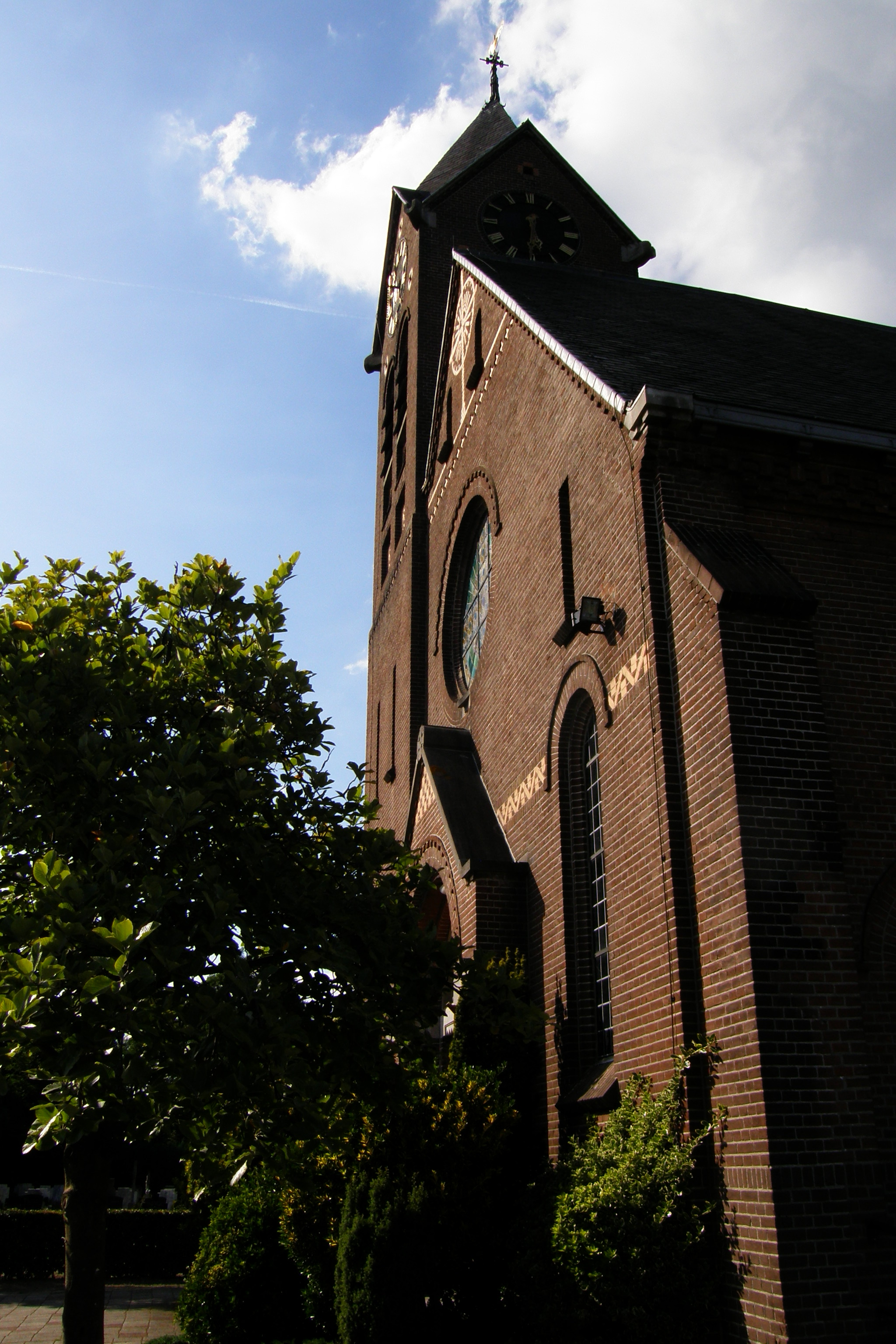
Katholieke Sint Antonius van Padua kerk, Nijnsel
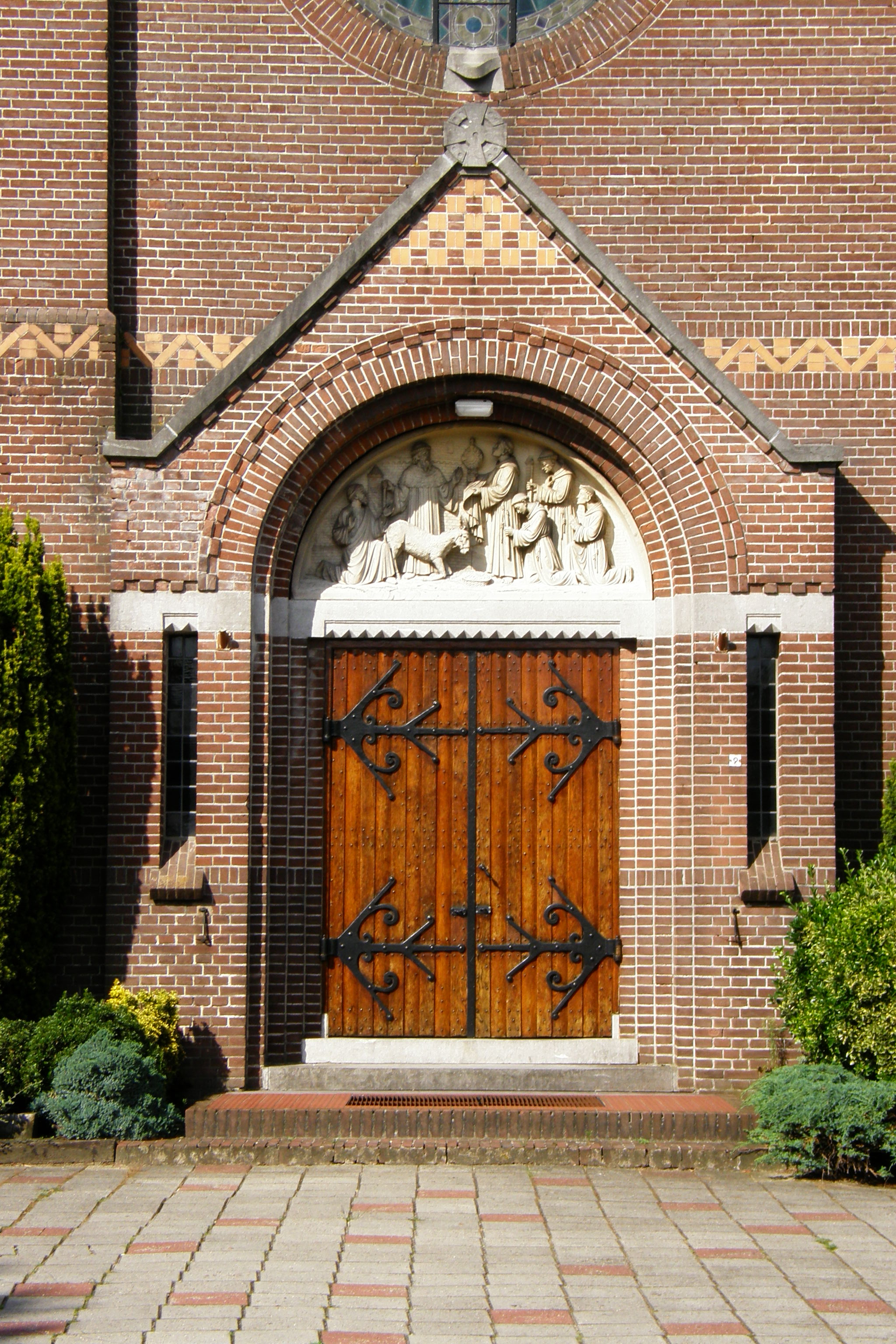
Ingang van Sint Antonius van Padua Kerk, Nijnsel